# Мауро, Массимо
Массимо Мауро (итал. Massimo Mauro, 24 мая 1962, Катандзаро) — итальянский футболист, выступавший на позиции полузащитника. По завершении игровой карьеры — спортивный функционер, политик и спортивный журналист. В конце 1990-х находился на посту президента футбольного клуба «Дженоа».
В качестве игрока прежде всего известен выступлениями за клубы «Ювентус» и «Наполи», а также молодежную сборную Италии.
Двукратный чемпион Италии. Обладатель Суперкубка Италии по футболу. Обладатель Межконтинентального кубка.

## Клубная карьера
Воспитанник футбольной школы клуба «Катандзаро». Взрослую футбольную карьеру начал в 1979 году в основной команде того же клуба, в которой провел три сезона, приняв участие в 58 матчах чемпионата.
В течение 1982-1985 годов защищал цвета команды клуба «Удинезе».
Своей игрой привлек внимание представителей тренерского штаба клуба «Ювентус», к составу которого присоединился в 1985 году. Сыграл за «старую синьору» следующие четыре сезона своей игровой карьеры. Большинство времени, проведенного в составе «Ювентуса», был основным игроком команды. За это время завоевал титул чемпиона Италии, стал обладателем Межконтинентального кубка.
В 1989 году перешёл в клуб «Наполи», за который отыграл 4 сезона. За это время добавил к списку своих трофеев ещё один титул чемпиона Италии, а также титул обладателя Суперкубка Италии. Завершил профессиональную карьеру футболиста выступлениями за команду «Наполи» в 1993 году.

## Выступления за сборную
В течение 1980-1984 годов привлекался в состав молодежной сборной Италии. На молодежном уровне сыграл в 17 официальных матчах, забил 1 гол.
Включался в состав олимпийской сборной Италии на Летних Олимпийских играх 1988 года.

## Титулы и достижения
- Чемпион Италии (2):

«Ювентус»: 1985-86: «Наполи»: 1989-90
- Обладатель Суперкубка Италии по футболу (1):

«Наполи»: 1990
- Обладатель Межконтинентального кубка (1):

«Ювентус»: 1985